# Eubeu
Eubeu (en llatí Euboeus, en grec antic Εὔβοιος) fou un escriptor grec nascut a Paros, que fou famós per les seves paròdies.
Va viure en temps de Filip II de Macedònia. Els seus poemes estan escrits en l'estil d'Homer i en ells ridiculitza principalment als atenencs. És considerat el principal parodiador junt amb Boet. En temps d'Ateneu de Naucratis una col·lecció de les seves paròdies encara existia, però més tard es van perdre i només resten alguns fragments. (Ateneu. Deipnosophistae XV. pp. 698, 699).